# Maasvlakte
Le Maasvlakte (en néerlandais : Plaine de la Meuse) est un vaste parc industriel du port de Rotterdam, aux Pays-Bas, aménagé sur la mer du Nord.
Sa superficie est de 39,68 km2.

## Histoire

### Le premier Maasvlakte
Dans les années 1960, le port de Rotterdam s'est révélé trop exigu, de plus la taille des cargos devient de plus en plus importante. La construction de Maasvlakte est alors décidée, la limite sud a fait l'objet d’âpres discussions avec les écologistes[réf. souhaitée]. Les travaux d'aménagement du banc de sable Hoek van Holland débutent en 1964, pour permettre l'extension vers l'ouest d'Europoort et la clôture du Brielse Meer.
Une digue a fermé le banc de sable qui a été comblé par de nouveaux apports de sable. La région est particulièrement riche en fossiles et elle est populaire chez de nombreux chercheurs de fossiles.
Les travaux ont nécessité:
- 7 000 000 t de sable
- 1 200 000 t de gravier
- 1 000 000 t de basalte
- 3 000 000 t de blocs pierre de 300 à 1 000 kg.
- 1 500 000 t de blocs de pierre de 1000 à 6 000 kg.
- 2 365 000 t de gros blocs de béton (55 000 morceaux de 43 tonnes).

Les premiers navires ont accosté en 1973.

### La seconde Maasvlakte
En 2004, la construction d'un nouveau terrain en mer avait été décidée mais l'autorisation annulée par le Conseil d'État le 25 janvier 2005. Une nouvelle décision a été reportée jusqu'en 2006 ; la construction de la seconde Maasvlakte a pu débuter courant 2010. Avec une surface augmentée de 50 % et portée à 6 000 hectares, la capacité d'accueil des bassins de la Maasvlakte triple. Le coût du projet a été estimé à 3 milliards d'euros.
Le projet Maasvlakte II consiste à créer une nouvelle zone d'activités sur environ 1 000 hectares, en relation directe avec les eaux profondes de la mer du Nord. Cela va affecter de nombreuses espèces animales et végétales présentes sur le site.

## Galerie d'images

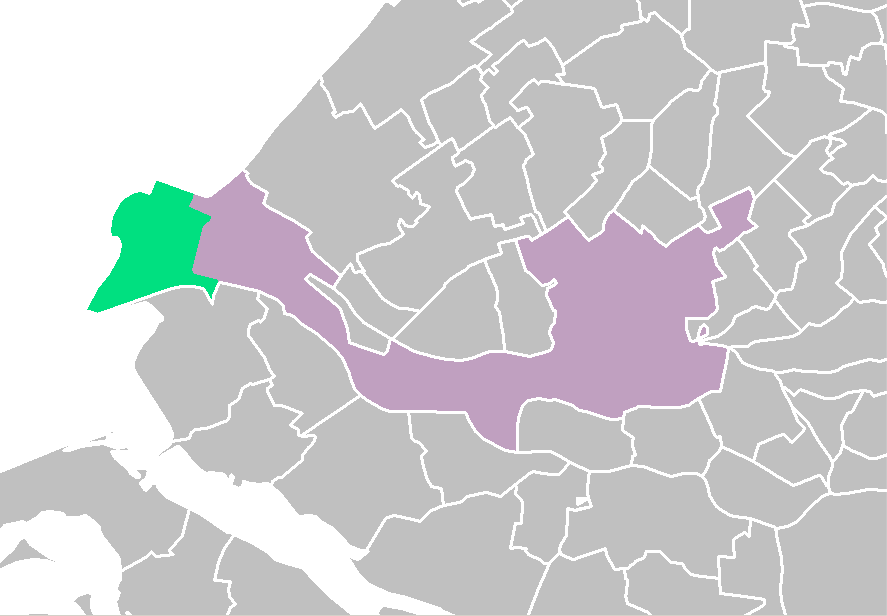
Carte de la région avant la construction de Maasvlakte 2, Maasvlakte en vert
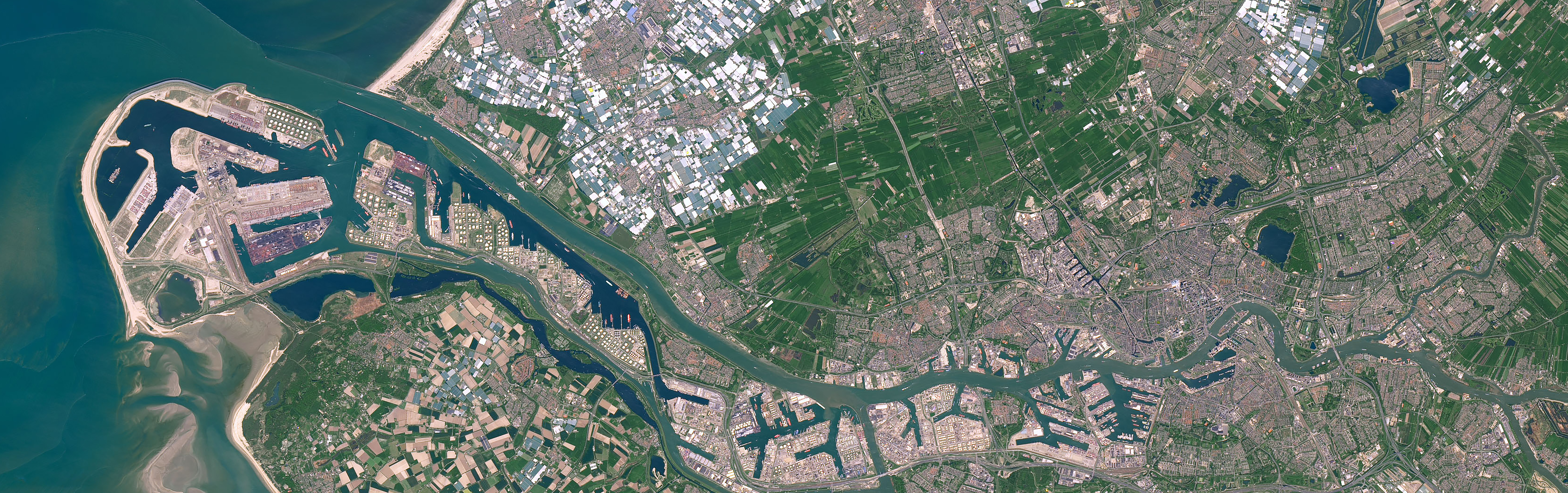
Image satellite d'Europoort
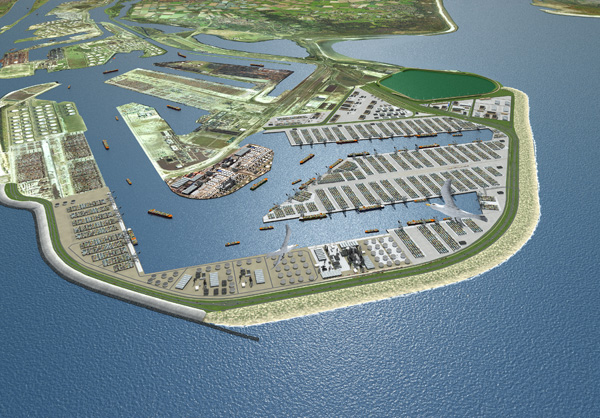
Perspectives d'avenir avec Maasvlakte 2
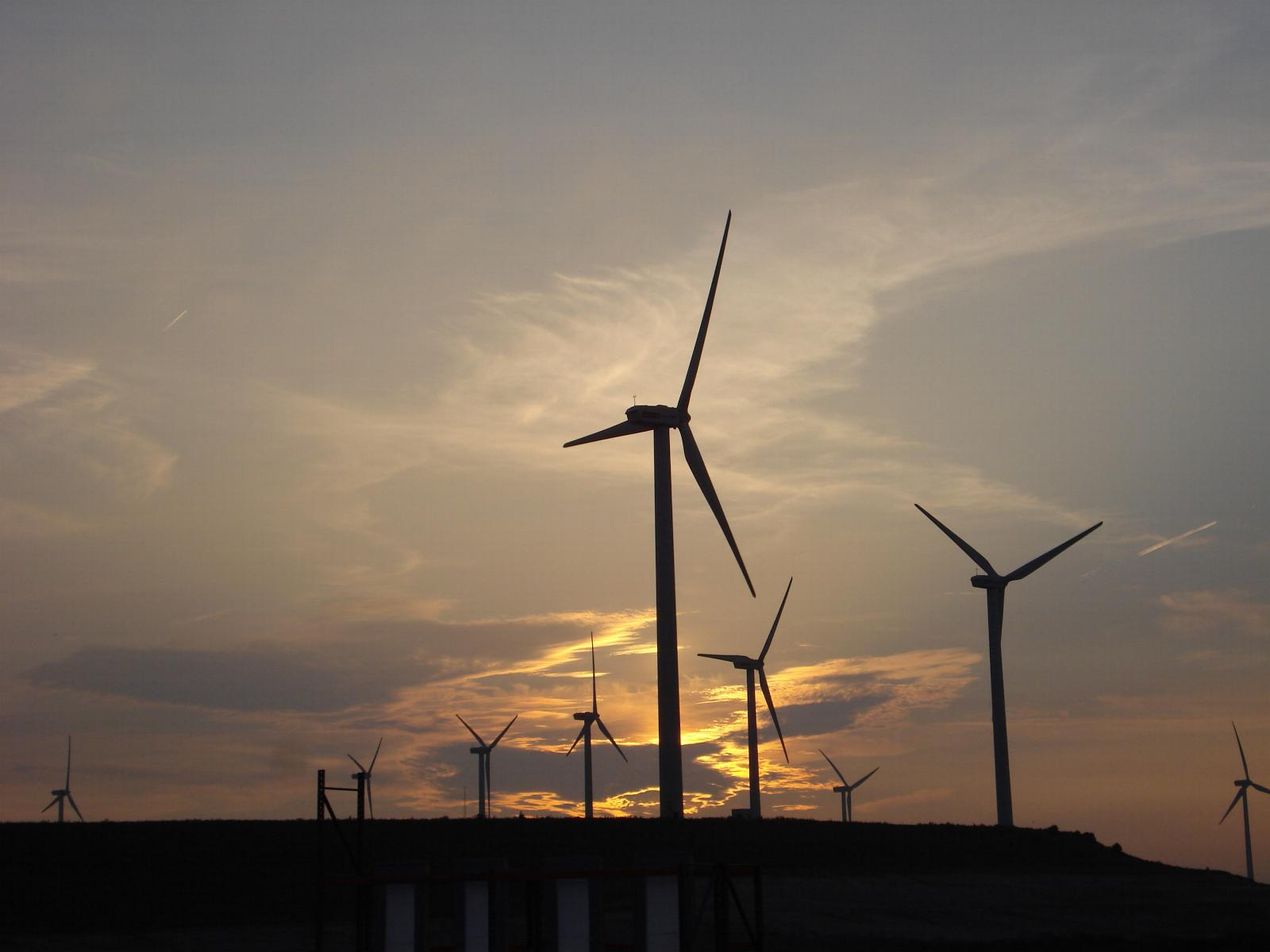
Éoliennes sur le Maasvlakte
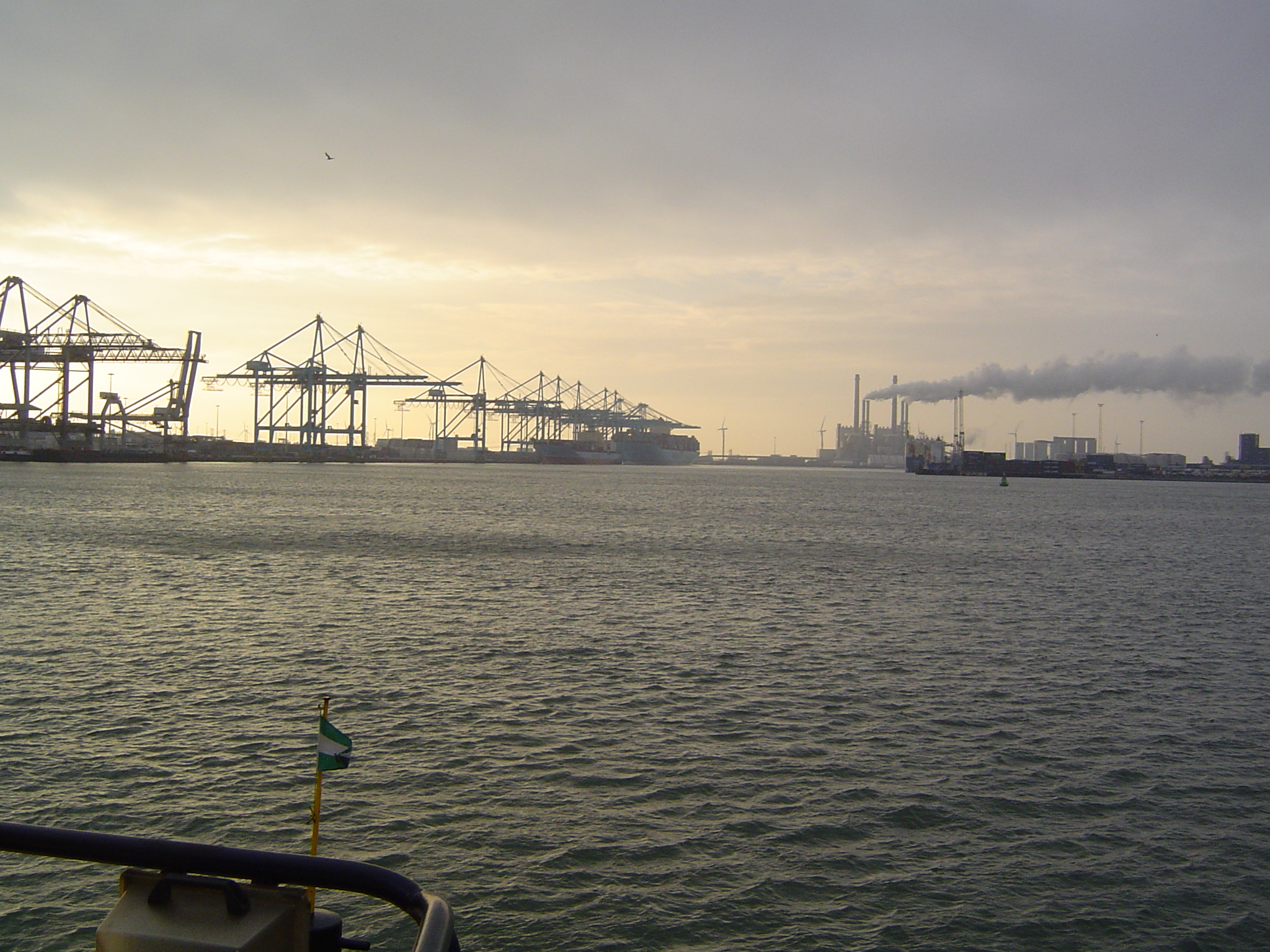
Le port de l'Europe
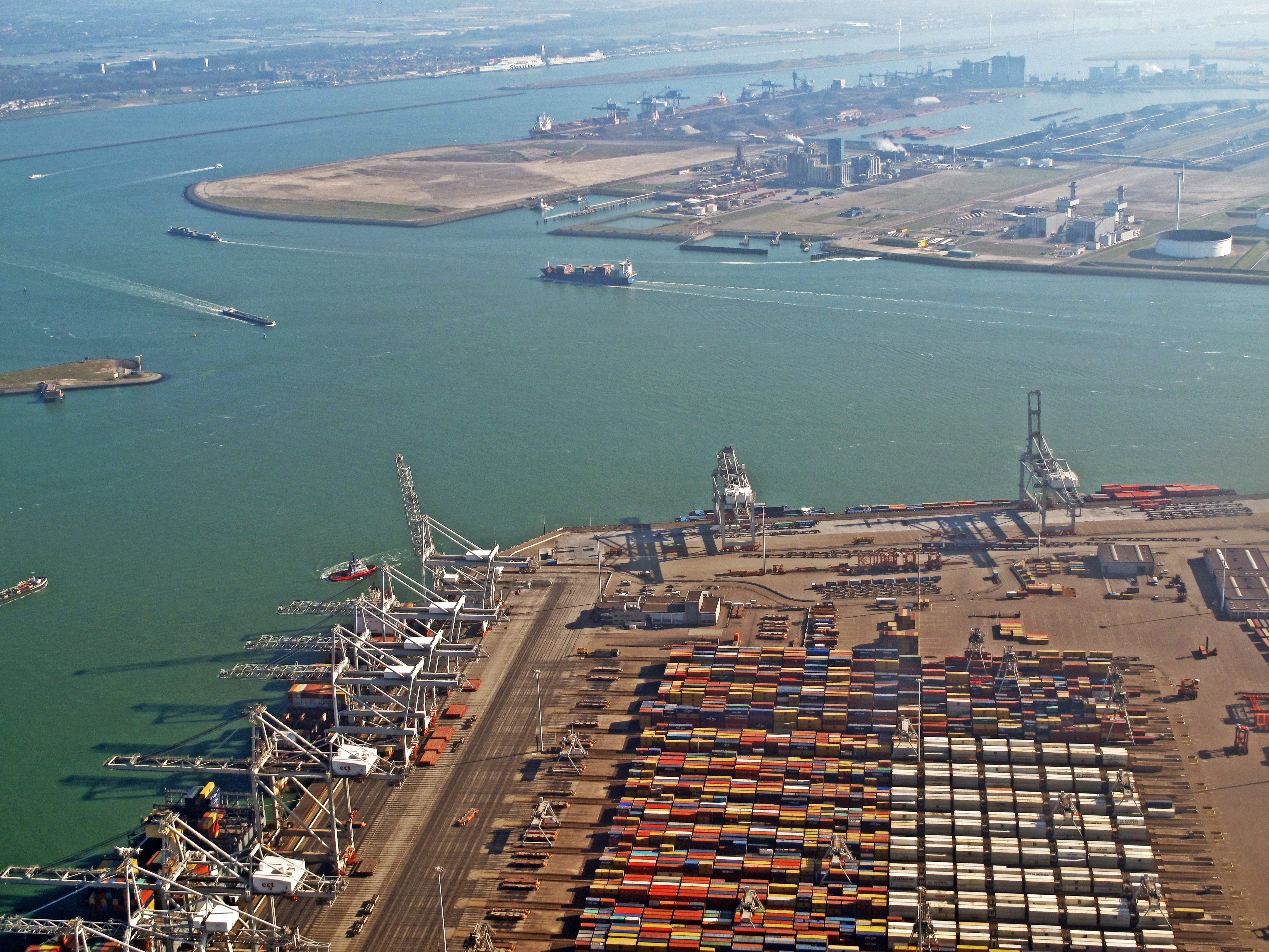
Entrepôt pour les conteneurs
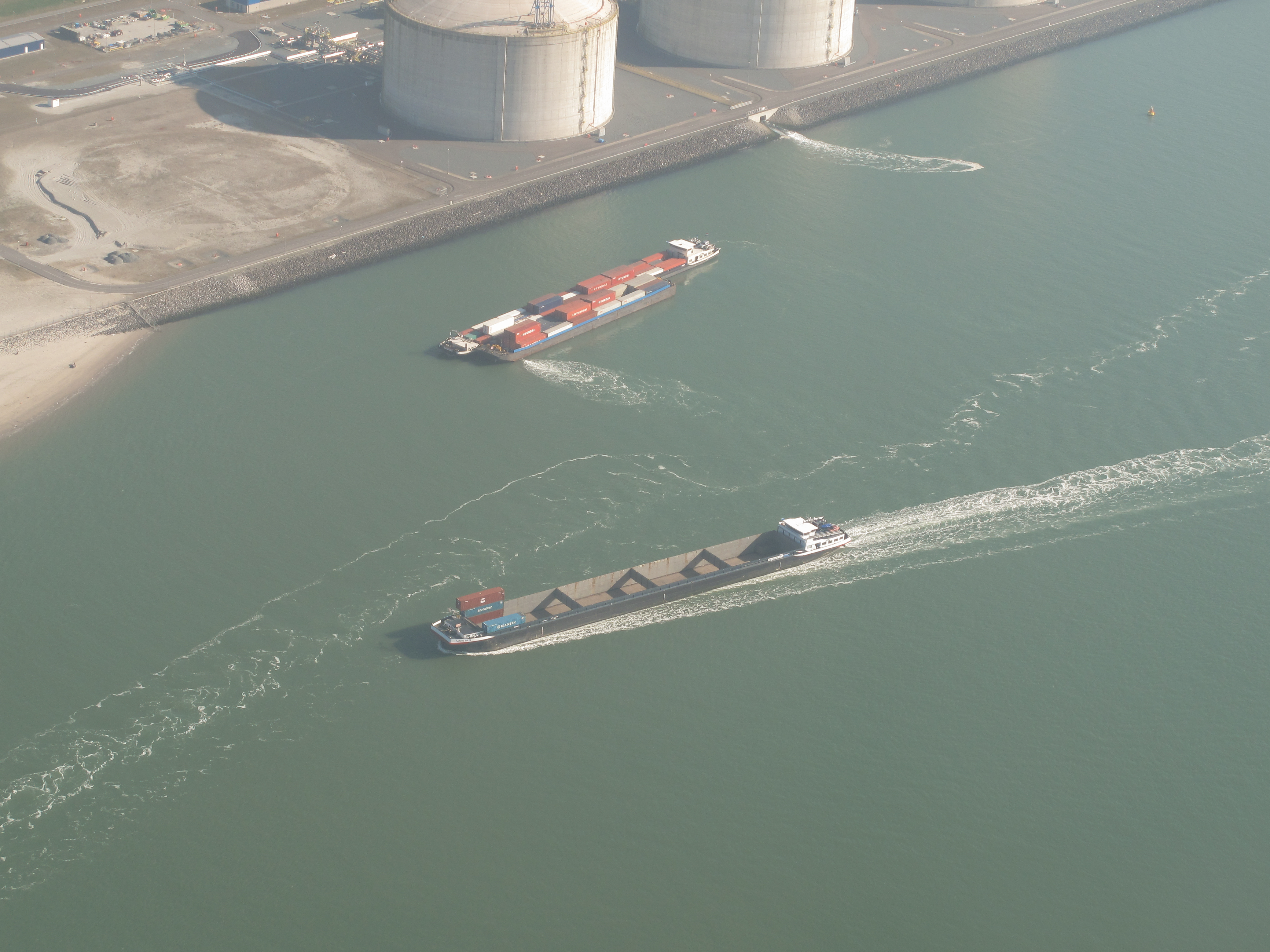
Bateau pour les conteneurs
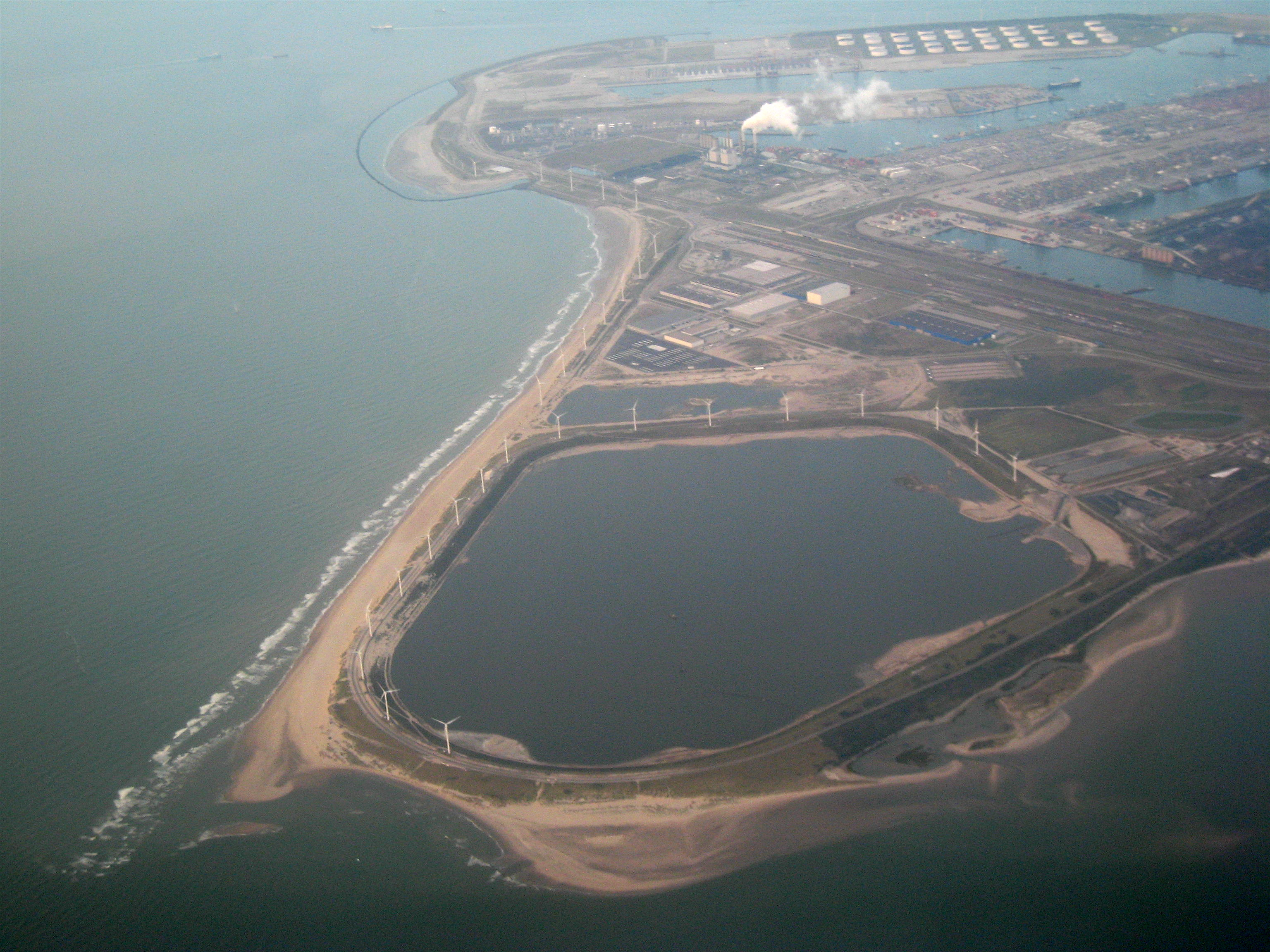
Vue aérienne du Maasvlakte en 2007 (le slufter au premier plan).